# Hoya clemensiorum
Hoya clemensiorum ist eine Pflanzenart der Gattung der Wachsblumen (Hoya) aus der Unterfamilie der Seidenpflanzengewächse (Asclepiadoideae).

## Merkmale
Hoya clemensiorum ist eine terrestrische oder epiphytische kletternde Pflanze mit bis zu 7 m langen, sich wenig verzweigenden, kahlen Trieben. Entlang der wenig beblätterten Triebe sind Haftwurzeln ausgebildet, mit denen sich die Pflanze am Untergrund festheftet. Die gegenständigen Blätter sind gestielt, die Blattstiele sind 1 bis 3 cm lang. Die dicken, steifen Blattspreiten sind eiförmig-lanzettlich, 20 bis 35 cm lang (selten auch bis 50 cm) und 7 bis 10 cm breit (selten auch bis 20 cm). Ober- und Unterseite sind kahl. Die Basis ist spitz, der Apex zipfelig. In direktem Licht können die Blätter eine rote Farbe annehmen. Die gefiederte Blattnervatur tritt erhaben hervor. Alle vegetativen Teile der Pflanze sondern bei Verletzung einen weißen Milchsaft ab.
Der kugelige Blütenstand hat einen Durchmesser von 3 bis 4 cm und steht waagrecht. Er enthält 15 bis 30 (selten bis 35) Einzelblüten. Der kahle Blütenstandsstiel ist persistierend und 4 bis 6 cm lang. Die dünnen, 1 mm dicken Blütenstiele sind bis 2 cm lang. Die Blütenkrone hat einen Durchmesser bis 1,2 bis 1,4 cm. Die dicken und wachsig-glänzenden Kronblätter sind innen und außen kahl und stark zurück gebogen. Sie sind innen bzw. an der Basis cremeweiß und werden zu den Zipfeln hin rotbraun. Außen sind sie cremeweiß. Die weißen Zipfel der Nebenkrone sind eiförmig und sternförmig ausgebreitet. Sie sind 1,5 mm breit und 4 mm lang. Die Pollinien sind keulenförmig, 470 µm lang und max. 160 µm breit. Die Blüten verströmen einen angenehmen Moschusgeruch. Sie bleiben nur etwa 8 Tageslichtstunden geöffnet. Früchte und Samen sind nicht bekannt. Simone Merdon-Bennack beschreibt den Duft der Blüten als leichten Zitronenduft. Die Blüten halten nach ihr ein bis drei Tage.

## Ähnliche Art
Hoya clemensiorum ist eng verwandt mit Hoya finlaysonii, unterscheidet sich aber durch die viel größeren Blätter mit deutlicher, gefiederter Blattnervatur und die kleineren Blüten.

## Geographische Verbreitung und Habitat
Die Art kommt in dem malaysischen Bundesstaaten Sabah und Sarawak sowie in Brunei und Kalimantan auf der Insel Borneo vor. Sie wächst dort in Berglandregenwäldern zwischen 800 und 1200 Meter über Meereshöhe.

## Taxonomie
Das Taxon wurde 2001 von Ted Green beschrieben. Der Holotyp wird/wurde unter der Nummer 91032 im Herbarium des Bishop Museum in Honolulu, Hawaii (USA) aufbewahrt. Nach Michele Rodda wird der Holotypus vermisst. Er bestimmte ein Herbarexemplar Clemens, J. & M. S. 26358 gesammelt im September 1931 und aufbewahrt im Herbarium des Royal Botanic Gardens in Kew, London zum Neotyp. Die Art ist nach Joseph Clemens und Mary Strong Clemens benannt, die schon in den 1930er Jahren Pflanzen in Borneo gesammelt haben. Der ursprüngliche Name Clemensii muss in den Plural korrigiert werden. Die Datenbank Plants of the World online akzeptiert Hoya clemensiorum als gültiges Taxon.